# Acer circinatum
Acer circinatum o arce enredadera es una especie perteneciente a la familia de las sapindáceas.

## Descripción
Crece como arbusto grande que alcanza 5-10 metros de alto, pero algunas veces forma un árbol de tamaño pequeño o mediano, que excepcionalmente puede llegar a los 18 metros. Los brotes son finos y sin vello. Crece bajo grandes árboles pero también se le puede encontrar en campo abierto. Se lo encuentra desde el nivel del mar hasta los 1500m de altitud.
Las hojas están enfrentadas y son palmeadas y lobuladas con 7-11 lóbulos de 7-14 cm de largo y ancho, los lóbulos son acentuados y con bordes dentados. Las hojas se cambian a color amarillo brillante a naranja rojizo antes de caer. Las flores son pequeñas con el cáliz rojizo y cinco pétalos amarillo verdosos, que se producen en corimbos abiertos. El fruto es una disámara.
Los árboles se doblan fácilmente y a veces, la cima del tallo puede doblarse hasta alcanzar la tierra donde puede echar raíces y formar un arco natural.

## Distribución y hábitat
Es un arce nativo de Norteamérica desde la Columbia británica a California, siempre cerca de la costa del Océano Pacífico. También se cultiva fuera de su hábitat nativo en Ontario y en Alabama.

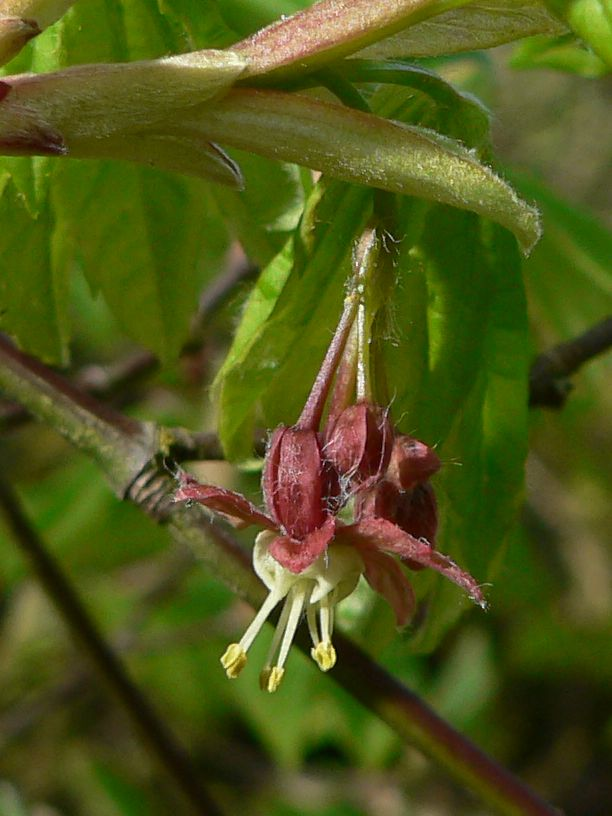
Flor.

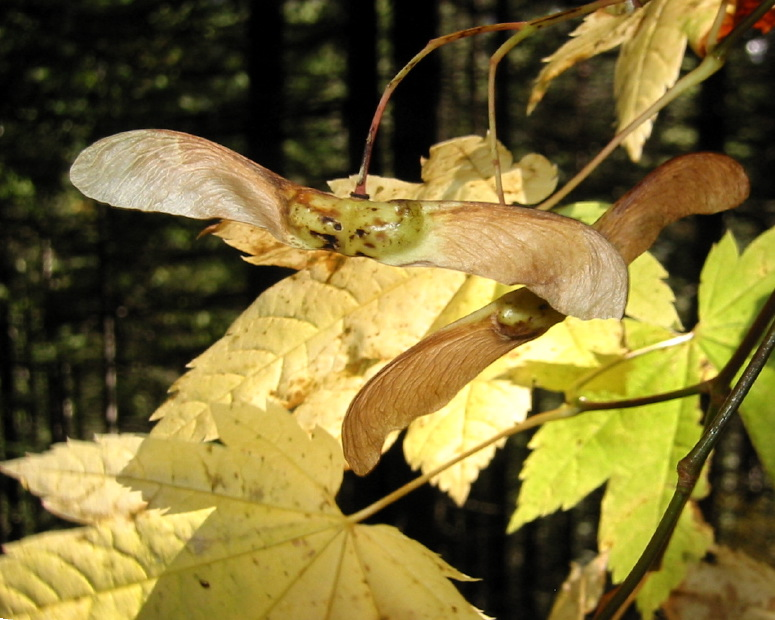
Sámara.

## Taxonomía
Acer circinatum fue descrita por Frederick Traugott Pursh y publicado en Flora Americae Septentrionalis; or, a Systematic Arrangement and Description of the Plants of North America 1: 267, en el año 1814
Etimología
Acer: nombre genérico que procede del latín ǎcěr, -ĕris = (afilado), referido a las puntas características de las hojas o a la dureza de la madera que, supuestamente, se utilizaría para fabricar lanzas. Ya citado en, entre otros, Plinio el Viejo, 16, XXVI/XXVII, refiriéndose a unas cuantas especies de Arce.
circinatum: epíteto latíno que significa "redondeada".
Sinonimia
- Acer circinatum var. fulvum J.K.Henry
- Acer circinatum f. fulvum (J.K.Henry) A.E.Murray
- Acer macounii Greene
- Acer modocense Greene
- Acer virgatum Raf.[4]